# Захаб

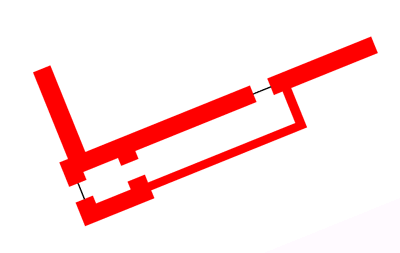
Внешний захаб Никольской башни Порховской крепости, 1387 год.

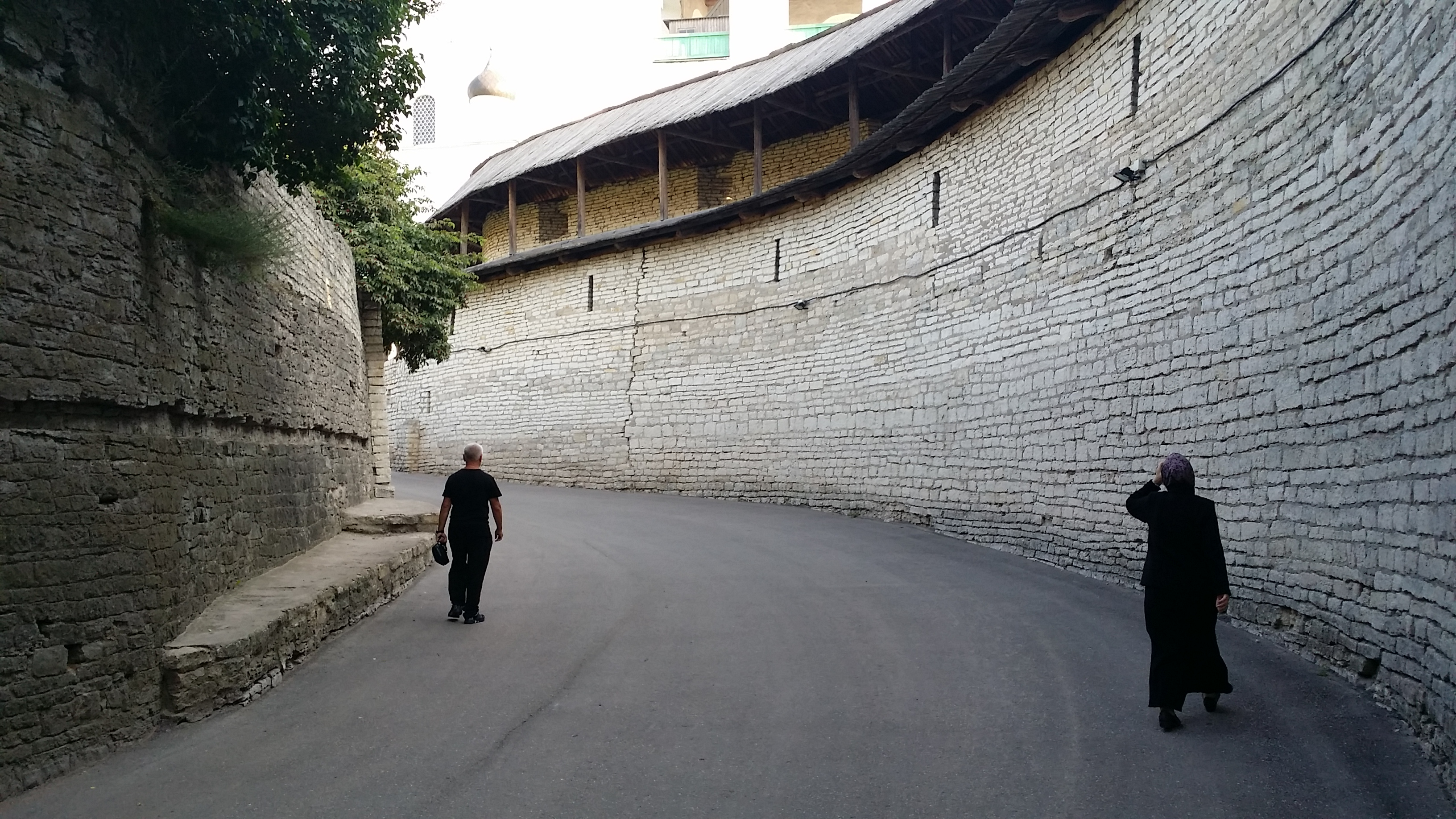
Захаб Псковского Крома.

Заха́б — фортификационное сооружение для защиты крепостных ворот в средневековых крепостях в виде узкого коридора, зажатого между двумя стенами.

## История
Слово захаб происходит от древнерусского охабень «рукав», а также «предместье» (от охабить «охватить»). В старинных русских городах определяло отделённые от города стеною городскую часть или предместье. В античности: дипилон. В странах Западной Европы похожие сооружения, аналогичные по функции, имели названия: барбакан, форбург, цвингер. Обычно захаб представляет собой длинный и узкий коридор, действительно напоминающий рукав. Как правило, соединяет внешние крепостные ворота в башне с внутренними воротами, ведущими внутрь крепости. Захабы русских крепостей имели 20 — 40 метров в длину, 3 — 5 метров в ширину и могли располагаться как снаружи крепостных стен, так и внутри. Очень часто захабы имели один или несколько поворотов для замедления движения атакующих при прохождении захаба.
Кроме собственно функции дополнительной защиты ворот, захаб также являлся и оборонительной ловушкой — прорвавшись сквозь внешние ворота, атакующие оказывались в тесном, не просматриваемом извне коридоре, под перекрёстным огнём защитников крепости, и, как правило, истреблялись либо несли значительные потери.
Наибольшее распространение захабы получили в XIII—XIV веках в крепостном зодчестве земель северо-западной Руси, в особенности — Новгородской республики. К примеру, Порховская крепость имела два захаба при противоположных угловых башнях — внешний, длиной 21 метр, и внутренний, длиной 35 метров. Двумя захабами располагала и Изборская крепость. Также имел захабы и Псковский кремль. В XV—XVI веках, с развитием артиллерии, захабы постепенно утратили свою оборонительную эффективность и стали заменяться в практике фортификационного строительства барбаканами.